# Passiflora ornithoura
Passiflora ornithoura är en passionsblomsväxtart som beskrevs av Maxwell Tylden Masters och J. D. Smith. Passiflora ornithoura ingår i släktet passionsblommor, och familjen passionsblomsväxter. Utöver nominatformen finns också underarten P. o. chiapasensis.